# Washington Irving
Washington Irving (phát âm như "Oa-sinh-tân Ơ-vinh"; 3 tháng 4 năm 1783 – 28 tháng 11 năm 1859) là nhà văn Mỹ ở đầu thế kỷ 19. Ông có lẽ nổi tiếng phần lớn về truyện ngắn, truyện nổi tiếng nhất của ông là "The Legend of Sleepy Hollow" và "Rip van Winkle" (cả hai được xuất bản trong The Sketch Book of Geoffrey Crayon), nhưng ông cũng viết nhiều tiểu luận, tiểu sử, và những loại tác phẩm khác. Ông và James Fenimore Cooper là hai nhà văn Mỹ đầu tiên mà được nổi tiếng ở châu Âu, và người ta cho rằng Irving dạy các nhà văn như Nathaniel Hawthorne, Henry Wadsworth Longfellow, và Edgar Allan Poe.
Irving sinh ra ở Manhattan, trong Thành phố New York. Ông là luật sư và phục vụ trong đoàn ngoại giao ở Vương quốc Anh và Tây Ban Nha. Ông nói tiếng Tây Ban Nha với trình độ lưu loát, làm phong phú các tác phẩm của ông về nước đó, và ông cũng biết đọc vài ngôn ngữ thêm, bao gồm tiếng Đức và tiếng Hà Lan. Ông viết tiểu sử quan trọng về George Washington, Muhammad, và những nhân vật khác, và ông cũng viết nhiều cuốn sách về Tây Ban Nha trong thế kỷ 15, kể chuyện về Columbus, người Moor, và Alhambra. Khi còn trẻ, Irving thử làm diễn viên kịch ở châu Âu và làm ngay cả giám đốc của nhà hát Globe nổi tiếng cho một thời gian.

## Tiểu sử
Irving thuở nhỏ yếu đuối, mảnh khảnh, trong thời gian theo trung học đã đọc rất nhiều sách và yêu thích văn chương. Sau đó Irving vừa học Luật, vừa làm việc tại văn phòng luật sư của ông Josiah Ogden Hoffman, ông đã yêu cô gái tên Matilda. 
Vào năm 1802 Washington Irving đã viết một loạt bài có tính châm biếm dưới hình thức các bức thư, đăng trên tờ báo The Morning Chronicle (Ký Sự Ban Sáng) của thành phố New York, làm chủ do người anh Peter Irving. Các bức thư này đã chế riễu cái xã hội của thành phố New York, nhờ vậy Irving được nhiều người biết tới. Trong các năm 1807 và 1808, Irving đã viết các bài khảo luận châm biếm (satirical essays) cho Tạp chí Salmagundi của anh William và James K. Paulding, người anh rể của William.
Washington Irving trở thành luật sư thực thụ nhưng vì yêu thích văn chương, ông đã bỏ nghề luật vào năm 1809 và vào cùng năm này, ông cho xuất bản cuốn "Lịch sử của Thành phố New York từ thời ban đầu của Thế giới tới đoạn cuối của Thời Đại Hòa Lan" (A History of New York from the Beginning of the World to the End of the Dutch Dynasty). Nhà văn Irving đã viết ra cuốn này và ký bằng tên Diedrich Knickerbocker, một người lập dị và tên gọi này đã trở thành một trong các nhân vật phổ thông của tác giả. Cuốn truyện "Lịch sử New York" kể trên đã mô tả cảnh huyên náo của thời kỳ thuộc địa và thời kỳ của tác giả, đã châm chọc và xúc phạm tới nhiều tổ tiên của nhiều gia đình danh tiếng của thành phố. Nhưng dù sao, các câu chuyện của Knickerboker đã trở thành một phần chuyện dân gian địa phương và chứng tỏ rằng tác giả Irving đã hiểu rõ lịch sử và đã quen thuộc với các tác phẩm của các nhà văn viết loại văn chương hài hước.
Vào năm 1810, Washington Irving tham gia vào công cuộc kinh doanh vật dụng bằng sắt của gia đình. Ông qua thành phố Liverpool, nước Anh, vào năm 1815 để trông coi một chi nhánh. Tại thành phố London, Irving đã được gặp nhà văn danh tiếng Sir Walter Scott, người đã khuyến khích Irving trong phạm vi sáng tác. Kết quả là tác phẩm "Sách Phác Thảo của Geoffrey Crayon, Gent." (The Sketch Book of Geoffrey Crayon, Gent.) xuất bản năm 1819/20. Cuốn sách này gồm một loạt bài khảo luận, truyện ngắn và các đoản văn về Hoa Kỳ và nước Anh, tất cả đã khiến cho các nhà phê bình văn chương của châu Âu bắt đầu phải tôn trọng Washington Irving. Trong cuốn "Sách Phác Thảo", có hai sáng tác quan trọng nhất của tác giả, là truyện "Rip Van Winkle" và truyện "Truyền Thuyết về Thung Lũng Ngủ Yên" (The Legend of Sleepy Hollow). Qua hai truyện này, tác giả đã đạt được đỉnh cao nhất trong cách hành văn hài hước và các truyện ngắn này đã khiến cho độc giả chấp nhận rằng đây là một hình thức văn chương quan trọng tại Hoa Kỳ.
Qua năm 1826, Washington Irving nhận lời mời của ông Alexander H. Everett, làm việc cho tòa lãnh sự Hoa Kỳ tại Tây Ban Nha. Từ nay ông bắt đầu nghiên cứu và viết về các đề tài Tây Ban Nha với các tác phẩm gồm: "Lịch sử Cuộc Đời và các Chuyến Đi của Christopher Columbus" (History of the Life and Voyages of Christopher Columbus, 1828). Ông cũng quan tâm tìm hiểu các truyền thuyết của dân tộc Moors nên viết ra tác phẩm"Cuộc Chinh Phục Granada" (The Conquest of Granada, 1829) và "The Alhambra" (1832).
Washington Irving trở lại thành phố New York vào năm 1832 rồi vào cuối năm này, ông thăm viếng các miền biên giới phía tây. Ông đã mô tả các chuyến du hành trong cuốn "Một chuyến đi về các Đồng Bằng" (A Tour on the Prairies, 1835) và một loạt truyện mang tên chung là "Crayon Hợp Tuyển" (The Crayon Miscellany) cùng với các tác phẩm khác như "Astria" (1836), "Các cuộc Phiêu Lưu của Đại úy Bonneville" (The Adventures of Captain Bonneville, 1837). Tại nơi quê nhà là Sunnyside, gần Thị Xã Tarrytown bên bờ sông Hudson, N.Y., Washington Irving đã viết các chuyện lịch sử và tiểu sử. Vào năm 1842, ông được bổ nhiệm làm Đại sứ Hoa Kỳ tại Tây Ban Nha, phục vụ trong bốn năm rồi trở về Sunnyside. Tác phẩm cuối cùng của Washington Irving là bộ tiểu sử 5 cuốn "Cuộc Đời của George Washington", hoàn thành không lâu trước khi ông qua đời vào ngày 28/11/1859.
Trong lúc sinh thời, Washington Irving đã được mọi người tôn trọng là nhà văn hàng đầu của Hoa Kỳ. Mặc dù ngày nay ông không nổi danh như các nhà văn Nathaniel Hawthorne, James Fenimore Cooper, Herman Melville và Edgar Allen Poe, nhưng thể văn đặc biệt và cách chọn đề tài của ông đã ảnh hưởng lớn lao tới các nhà văn khác.
Washington Irving là văn hào rất tài giỏi trong cách dùng trí tưởng tượng áp dụng vào đề tài lịch sử, đã dùng chuyện kể dân gian phối hợp với các yếu tố của trường phái lãng mạn để tạo nên một thứ phong trào văn chương tại Hoa Kỳ, với "Rip Van Winkle" và "Truyền Thuyết về Thung Lũng Ngủ Yên" được coi là các truyện ngắn đầu tiên của Mỹ Quốc.

## Tác phẩm
- History of Newyork by Diedrich Knickerbocker (1809)
- The Sketch Book(1819-1820)
- Bracebridge Hall(1822)
- Tales of a Traveler(1824)
- Life and Voyages of Columbus(1828)
- Conquest of Granada(1829)
- Voyages of Companions of Columbus(1831)
- Alhambra(1832)
- The Crayon Miscellany(1835)
- Astoria(1836)
- The adventures of Captain Bonneville(1837)
- Life of Oliver Goldsmith(1840)
- Biography of Margaret Davidson(1841)
- A Book of the Hudson(1849)
- Mahomet and His Successors(1850)
- Wolfert's Roost(1855)
- Life of Washington(5 tập) (1855-1859)
Tài liệu tham khảo:The world of Washington Irving. Xuất bản bởi Dell Publishing Co,Inc,tháng 10 năm 1965 tại Mỹ